# Plega signata
Plega signata là một loài côn trùng trong họ Mantispidae thuộc bộ Neuroptera. Loài này được Hagen miêu tả năm 1877.